# Wilson Rodrigues Fonseca
Wilson Rodrigues Fonseca, mer känd som endast Wilson, född 21 mars 1985, är en brasiliansk fotbollsspelare som spelar för Mirassol.
Han blev utsedd till J.Leagues "Best Eleven" 2012.